# Кокосовое масло

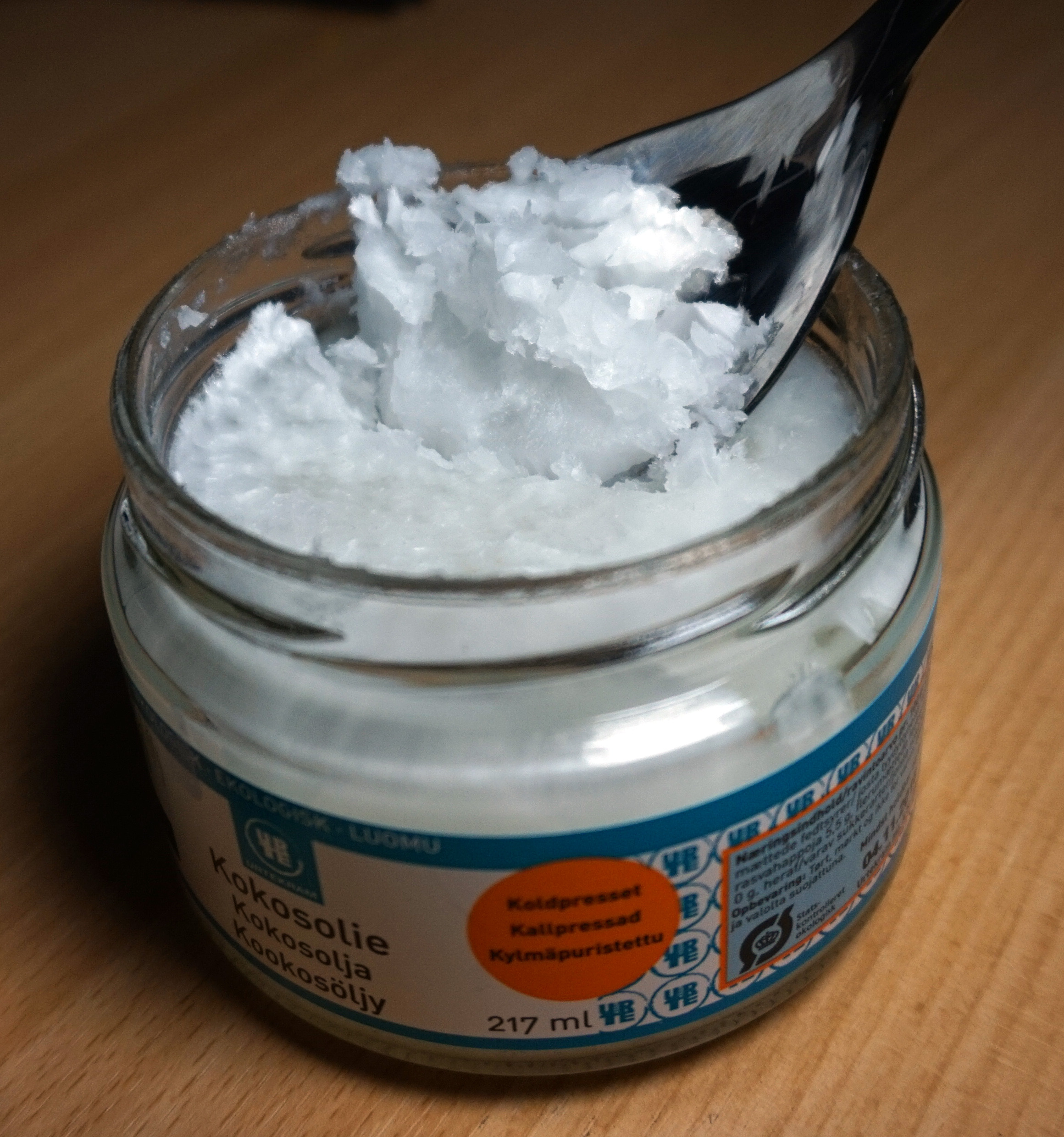
Кокосовое масло при комнатной температуре

Кокосовое масло — растительное масло, получаемое из копры. Традиционно применялось в мыловарении, для изготовления косметических средств, для приготовления холодящих начинок в вафельные торты и в производстве маргарина, пока в начале XXI века не стало широко употребляться в кулинарии.

## Производство
Часто изготавливается горячим прессованием свежей высушенной мякоти кокосового ореха. Реже производится методом холодного прессования высушенной копры. Этот метод более щадящий, что позволяет сохранить все полезные свойства масла, однако при этом методе можно получить не более 10 % всего масла. Поэтому масла, полученные методом холодного прессования, более дорогие, но и более полезные.
Кокосовое масло пригодно для употребления в пищу, но большое количество насыщенных жирных кислот способствует повышению липопротеинов высокой и низкой плотности, а в сочетании с высокой калорийностью способствует повышению веса. Температура застывания 19-23 °C. При нагревании до 27 °C становится прозрачным, жидким, соломенно-жёлтого цвета. Точка дымления у нерафинированного кокосового масла составляет 175 °C, что ниже чем у большинства масел, используемых в пищу (232 °C для кукурузного и подсолнечного), что делает его менее пригодным для фритюра и высокотемпературной жарки.
Как и в ситуации с оливковым маслом, кокосовое масло может изготавливаться как методом холодного отжима, так и через нагревание и рафинирование — роль играет и то, что при механическом отжиме из кокосовой стружки извлекается лишь 10-12 % жира, что существенно меньше, чем в случае оливкового масла и обычных оливок. Полученное в результате химической экстракции кокосовое масло утрачивает часть полезных свойств, а также теряет специфический сладковатый привкус и запах. Однако именно это и позволяет широко использовать рафинированное кокосовое масло в пищевой промышленности.

## Состав масла
- Энергетическая ценность на 100 г продукта 862 ккал или 3,607 кДж
- Лауриновая кислота 39—54 %
- Миристиновая кислота 15—23 %
- Пальмитиновая кислота ~10 %
- Олеиновая кислота ~9 %
- Каприловая кислота ~6 %
- Каприновая кислота 5—10 %
- Стеариновая кислота ~5 %
- Линолевая кислота ~3 %
- капроновая кислота ~1 %

## Медицинские аспекты

### Наружное применение
Благодаря высокому содержанию лауриновой кислоты и монолаурина, имеющих сильный антисептический эффект, кокосовое масло является многообещающим средством для лечения ожогов

### Внутреннее применение
Множество государственных и международных организаций, относящихся к здравоохранению, включая Управление по санитарному надзору за качеством пищевых продуктов и медикаментов США, Всемирную организацию здравоохранения, Министерство здравоохранения и социальных служб США, Академию питания и диетологии США, Американскую кардиологическую ассоциацию, Национальную службу здравоохранения Великобритании и Dietitians of Canada не рекомендует употреблять кокосовое масло из-за высокого уровня содержания в нём насыщенных жиров.
Маркетинговые усилия по продвижению кокосового масла привели к представлению о том, что это здоровая пища. Некоторые исследования показывают, что употребление кокосового масла оказывает влияние на здоровье, подобное воздействию других жиров, включая сливочное масло, говяжий жир и пальмовое масло. Кокосовое масло содержит большое количество лауриновой кислоты — насыщенного жира, который повышает уровень общего холестерина в крови за счет увеличения как количества холестерина липопротеинов высокой плотности, так и холестерина липопротеинов низкой плотности. Из-за высокого содержания насыщенных жиров с соответствующей высокой калорийностью регулярное использование кокосового масла при приготовлении пищи может способствовать увеличению массы тела.